# 브로드니차군

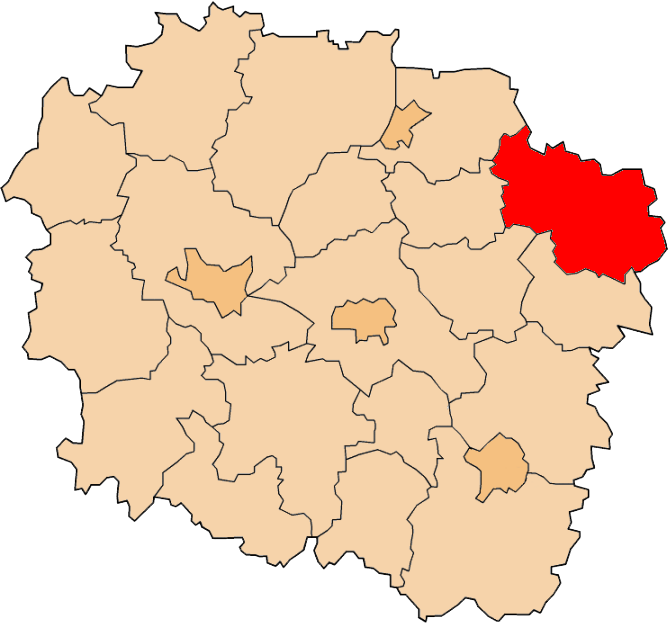
쿠야비포모제주 지도에 표시된 브로드니차군의 위치

브로드니차군(폴란드어: powiat brodnicki)은 폴란드 쿠야비포모제주에 위치한 군으로 군청 소재지는 브로드니차이며 면적은 1,038.79km2, 인구는 78,935명(2019년 기준), 인구 밀도는 76명/km2이다.
북쪽으로는 바르미아마주리주 노베미아스토군, 동쪽으로는 	바르미아마주리주 지아우도보군, 마조프셰주 주로민군, 남쪽으로는 리핀군, 남서쪽으로는 골루프도브진군, 서쪽으로는 봉브제지노군, 그루지옹츠군과 접한다. 10개 지방 자치체(1개 도시, 2개 도시형 농촌, 7개 농촌)를 관할한다.

군기
군 문장